# Marracos
Marracos é um município da Espanha, na província de Saragoça, comunidade autónoma de Aragão. Tem 16,92 km² de área e em 2021 tinha 92 habitantes (densidade: 5,4 hab./km²). Pertence à comarca de Cinco Villas, e limita com os municípios de Alcalá de Gurrea, Lupiñén-Ortilla, Gurrea de Gállego, Luna e Piedratajada.